# Berthóti Zsigmond
Berthóti Zsigmond (kb. 1658 – 1748) kuruc lovassági ezredeskapitány.

## Családja
Előkelő Sáros vármegyei birtokos nemesi család sarja, Berthóti Gábor alispán és Leövey Mária fia; Berthóti István brigadéros testvére, Berthóti Ferenc szenátor és vicegenerális féltestvére. Felesége boldogházi Kiss Erzsébet – Kiss János és Michalek Judit leánya – volt, akitől három fia és egy lánya született.

## Élete
Tanulmányait az  eperjesi evangélikus kollégiumban végezte, ahol Thököly Imre tanulótársa, és az iskolai színjátszó kör tagja volt. Később, az 1680-as években török nyelvű tolmácsnak tanult Konstantinápolyban, majd Thököly megbízásából gyakorlatilag a Felső-magyarországi Fejedelemség diplomatájaként tevékenykedett a török Portán. 1685-ben viszont a nagyvezír utasítására őt is letartóztatták, s mintegy 26 napon keresztül Drinápolyban raboskodott. Hazatérése után végvári katonának állt és részt vett a törökök elleni felszabadító harcokban, 1701-ben pedig – Vak Bottyán századosaként – a spanyol örökösödési háborúban is. 
1703 szeptemberében csatlakozott a Rákóczi-szabadságharchoz. A kezdeti időkben Ocskay László alezredeseként több felvidéki hadjáratnak volt a vezetője, ám még ugyanezen év novemberében Zólyomnál a császáriak fogságába esett. Sokáig a morvaországi Hradistye (ma: Magyarhradis) várában raboskodott, ahonnan csak 1706 májusában tudott szabadulni. Berthótit 1706. június 1-én nevezték ki az Esterházy Dániel-féle huszárezred ezredesévé, novemberben pedig már a dunántúli hadjárat egyik parancsnoka volt. A győztes győrvári csata után báró Andrássy Pál szárnysegédjeként több-kisebb egyéni akciót is kezdeményezett az osztrák határsáv közelében.
December elején például Dozmat falu mellett – Bezerédj Imre oldalán küzdve –, mintegy hat-hét órán át tartó heves csatározást követően 54 megrakott szekeret zsákmányolt a németektől. Pár nappal később pedig – még mindig a Rába feletti területeken portyázva – Németújvár alá érkezett, ahol aztán 36 katonájával együtt éjszaka, egy vízelvezető aknán keresztül bemászott a városba, s annak „három kapuját kivágván, 15 németet levágott, és marhát, lovat, portékát a városon eleget nyert.” Mivel viszont sem Berthóti, sem a katonái nem ismerték itt a járást, nagyon hamar odébb kellett állniuk a zsákmánnyal.
Mindezek után Kőszeg felé indult előre, a várostól nem messze azonban, Kéthely (ma: Répcekethely) határánál, a december 18-áról 19-ére virradó éjjelen közte és a császári Ebergényi László között egy kisebb ütközet bontakozott ki. 
Berthóti 1706. december 30-án Bercsényi Miklóshoz intézett levele nyomán Thaly Kálmán így adja elő az esetet: 
„[…] december 18-án Andrássynak előhada, Berthóty Zsigmond parancsnoksága alatt 4–500 huszár, már éppen a Kőszegtől csak félórányira fekvő Kéthelyre telepedék, hogy a városba viendő élésszállítmányokat elfogja. Berthóty, miután estve 120 lovast közvetlenül a város alá külde czirkálásra, maga a többi 300 emberrel nyugalomra hajtotta fejét. Ebergényi azonban, alkalmasint értesülvén a kuruczok csekély erejéről, tüstént fölkészül, a sötétség leple alatt kiront a városból „éjtszaka 12 órakor, lovassal-gyaloggal, ki is kevesebb nem volt ezernél”, s a 120 őrjárót oly gyorsan űzi vissza Kéthelyre, hogy velük együtt ér a faluba. Mikorra Berthóty, szállása udvarán lóra kaphatott, – egyszerre kétszáz fegyver dördült el reá. A rettenthetetlen ember mégis, „a lövés után hamar magához térvén”, bár hét sebből vérezve, csoportra veri huszárait, s kétségbeesetten bevág a németek közé; visszanyeri elfoglalt zászlait, dobjait, paripáit, málháját, keresztülvágja magát az ellenségen, és csak egynéhány katonájának s 39 lónak odavesztésével, szerencsésen elmenekül.”
Az ütközet másnapján, miután Andrássy főcsapata Kőszeg alá érkezett, s miután Ebergényi serege meghátrált, Andrássy és Berthóti ellenállás nélkül megszállhatták a várost. 
Jellemét tekintve vitéz, rettenthetetlen katona hírében állt, ugyanakkor már kortársai is feljegyezték róla iszákosságra hajlamos, garázda természetét: 1708 januárjában például megölte az egyik katonáját, akit állítólag fosztogatáson ért. Emiatt, valamint az ezred pénzével való hiányos számadásának következtében letartóztatták, ám mivel Rákóczi megfeledkezett róla, csak egy évvel később állították hadbíróság elé. Az ítélet egyelőre nem ismeretes. Ezrede ekkortájt mindenestül szétszéledt.
Rehabilitálása után visszatért a seregbe, ahol lényegében a felkelés végéig kitartott a szabadságharc ügye mellett. 1710 decemberében súlyos gondjaira hivatkozva a fejedelemtől kért anyagi támogatást, aki ekkor az Udvari Gazdasági Tanács által 200 kősót utaltatott ki a számára.
1711. április 26-án Károlyi Sándor oldalán letette a fegyvert és több társával egyetemben felesküdött a császárra. Négy nappal később Magyarország részéről aláírta a szatmári békét; a kinyomtatott szövegben azonban a neve hibásan – „Benskiti Sigmond” – szerepel.
Életének későbbi szakaszáról nincsenek hiteles adatok. Egyes források szerint 1748-ban hunyt el, ami azt jelentené, hogy végül mintegy 90 éves korában érte utol a halál.